# Người Úc
Người Úc (tiếng Anh: Australians hay thông tục là Aussies (/ˈɒzi/)) là tất cả những công dân mang quốc tịch Úc hoặc những người có mối quan hệ gắn bó mật thiết về lịch sử, văn hóa và ngôn ngữ (tiếng Anh Úc) với nước Úc. Công dân của nước Thịnh vượng chung Úc sống và lao động dưới hệ thống pháp luật của đất nước Úc.